# 蜂眼蝠屬
蜂眼蝠屬，哺乳綱、翼手目、鞘尾蝠科的一屬哺乳動物。

## 下属物种
- 蜂眼蝠 (麻面蝠) - Cyttarops alecto Thomas, 1913